# Kids Diana Show
Eva Diana Kidisyuk (nacida el 31 de marzo de 2014), conocida en línea como Kids Diana Show, es una youtuber ucraniana-estadounidense. Junto con su hermano Roma (nacido el 22 de octubre de 2012) y sus padres Volodymyr y Olena, presenta varios canales de YouTube que producen contenido infantil orientado al juego de roles. Su canal principal es el quinto canal más visto y el sexto con más suscriptores en YouTube.

## Contenido
El contenido de Diana incluye canciones para niños, unboxings, vlogging, entretenimiento educativo y juegos de rol. Su hermano mayor, Roma Kidisyuk, tiene un canal de YouTube titulado Kids Roma Show. También tiene un hermano menor, Oliver Kidisyuk (n. 2021). Los canales de su familia están doblados a muchos idiomas, incluidos hindi, japonés, indonesio, ruso, español, alemán, portugués y árabe.
Diana fue nominada para la décima edición anual de los Premios Streamy de 2020 en la categoría Niños y Familia y para los Premios Cortos de 2021 en la categoría Paternidad, Familia y Niños.

## Historia
Olena y Volodymyr Kidisyuk comenzaron a hacer videos de YouTube como pasatiempo cuando nació el hermano de Diana, Roma. Nacida en Kiev, Ucrania, Diana apareció por primera vez en un video en 2015 cuando Olena lanzó un canal de YouTube para compartir videos de Diana con amigos y familiares. El canal creció rápidamente, llegando a 1 millón de suscriptores en poco más de un año. En 2017, ambos padres dejaron sus trabajos para dedicarse a tiempo completo a su canal de YouTube. Algún tiempo después, se mudaron a Miami, Florida.
En mayo de 2020, los padres de Diana firmaron un contrato con Pocket.Watch, una empresa emergente de medios para niños fundada en 2016 por Chris Williams y Albie Hecht. Ha encabezado Love, Diana — The Princess Of Play, una franquicia basada en su marca que incluye una serie animada, un juego para dispositivos móviles, y mercancía basada en las marcas de su canal.
Love, Diana es una serie animada de acción en vivo que consta de historias cortas ambientadas en la ficticia "Land of Play" que sigue a Diana y Roma mientras protegen a amigos y familiares de personajes que simbolizan el aburrimiento demonizado. El programa se distribuye en YouTube y servicios OTT como Amazon Prime video, The Roku Channel y Samsung TV+.
| Kids Diana Show               | 135  | 117  | 100 000 | 1 000 | 10 000 | 50 000 | 100 000 |
| Diana and Roma ARA            | 30.2 | 14.0 | 100 000 | 1 000 | 10 000 |        |         |
| Diana y Roma ESP              | 39.7 | 16.9 | 100 000 | 1 000 | 10 000 |        |         |
| Diana and Roma EN             | 29.3 | 10.3 | 100 000 | 1 000 | 10 000 |        |         |
| Kids Roma Show                | 42.5 | 18.2 | 100 000 | 1 000 | 10 000 |        |         |
| Diana and Roma HIN            | 28.9 | 13.3 | 100 000 | 1 000 | 10 000 |        |         |
| Диана и Ром6а                 | 9.47 | 3.72 | 100 000 | 1 000 |        |        |         |
| Diana and Roma JPN            | 4.06 | 1.77 | 100 000 | 1 000 |        |        |         |
| Diana and Roma VNM            | 16.9 | 6.43 | 100 000 | 1 000 | 10 000 |        |         |
| Love, Diana                   | 11.1 | 4.29 | 100 000 | 1 000 | 10 000 |        |         |
| Diana and Roma PRT            | 13.3 | 5.74 | 100 000 | 1 000 | 10 000 |        |         |
| Diana and Roma IND            | 17.4 | 7.90 | 100 000 | 1 000 | 10 000 |        |         |
| Diana and Roma IND Collection | 2.13 | 0.71 | 100 000 | 1 000 |        |        |         |
| Diana and Roma Arabic         | 2.59 | 0.73 | 100 000 | 1 000 |        |        |         |
| Al 20 de agosto de 2025       |      |      |         |       |        |        |         |

## Premios y nominaciones
| Año  | Premio              | Categoría                             | Resultado | Ref(s) |
| ---- | ------------------- | ------------------------------------- | --------- | ------ |
| 2022 | Kids' Choice Awards | Mejor creadora femenina               | Nominada  |        |
| 2025 | Kids' Choice Awards | Creador infantil favorito de los fans | Nominada  | [ 15 ] |